# 麥斯·華倫天
麥斯·吉爾辛·華倫天·佩德森（丹麥語：Mads Giersing Valentin Pedersen，1996年9月1日—）是丹麥的一位足球運動員，場上司职左後衛，現效力於德甲球隊奥格斯堡。他在2015年夏季首次代表北西蘭一隊出場。2015年9月，他首次代表北西蘭參加丹麥足球超級聯賽比賽
。他也代表丹麥U21國家隊參賽並參加了2017年歐洲U21足球錦標賽。

## 外部連結
- （丹麦文） Mads Pedersen on FCN.dk
- （丹麦文） Mads Pedersen（页面存档备份，存于） on Soccerway
- （丹麦文） Mads Pedersen（页面存档备份，存于） on DBU